# Daniel Aceves
Daniel Aceves (n. 18 noiembrie 1964, Ciudad de México, Mexic) este un luptător ce a reprezentat Mexic, medaliat olimpic. A participat la o ediție a Jocurilor Olimpice (1984) în care a câștigat o medalie de argint.

## Participări
Lista de mai jos prezintă principalele competiții la care a participat Daniel Aceves de-a lungul carierei.
- wrestling at the 1984 Summer Olympics – men's Greco-Roman 52 kg[*]